# Воронцова дача
Воронцова дача (Новознаменка) — усадьба канцлера Михаила Воронцова на Петергофской дороге в Санкт-Петербурге, современный адрес — улица Чекистов, 13. Основана в 1720-х, нынешний облик сформировался в результате нескольких реконструкций 1750-х, 1880-х и 1960-х годов. Один из немногих сохранившихся примеров загородной усадьбы елизаветинского барокко, с новыми для России элементами классицизма. Ансамбль усадьбы включает в себя главный дом — трёхэтажный дворец с бельведером, «готический дом», пейзажный парк и пруды. Усадебный парк тянется вдоль Петергофского шоссе; другие пруды усадьбы, сформированные на основе русла реки Сосновки, расположены вдоль современной улицы Пионерстроя и доходят до лесопарка Сосновая Поляна.

## История

### Усадьба Воронцовых
В 1710 году побережье Финского залива от Петербурга до Красной горки размежевали, поделив между членами царской семьи и приближёнными придворными для строительства «приморских домов». Участки простирались вглубь материка на тысячу саженей, а узкой в сто сажен стороной выходили к приморской дороге. Два владения по обеим сторонам речки Сосновки принадлежали Петру и Андрею Апраксиным, в 1720-х каждый из них построил здесь дачу с господскими двухэтажными хоромами и служебными зданиями.
В начале 1750-х приобрели два участка Апраксиных выкупили граф Михаил Воронцов и его супруга Анна Карловна. В 1753 году на объединённом 200-саженном имении Воронцовых началось строительство нового усадебного комплекса, возглавить которое поручили домашнему архитектору семьи Джузеппе Трезини. Проект включал обширные ландшафтные работы: были расчищены луга, срублены «самосевные деревья», выкопаны два пруда, проложены дороги. Ветхие постройки снесли, отремонтировали мосты, устроили огород и скотный двор. В 1754 Трезини приступил к работе над чертежами главного дома.
Уже в начале 1755 года Трезини ушёл со службы. В письме к К. Г. Разумовскому Михаил Илларионович отзывался об его работе негативно: «Трезина я не нахожу за довольно способного для произведения хороших строений». Однако истинной причиной увольнения был донос на Трезини в учреждённую Елизаветой Петровной «комиссию нравов», в котором говорилось, что он содержит в доме любовницу, немецкую подданную Шарлотту Харбург. При попытке арестовать женщину Трезини «оказал вооружённое сопротивление» и вскоре подал в отставку. Достраивать усадьбу пригласили Антонио Ринальди, который создал эскизы и чертежи, а строительные работы вели архитектор Бартолиати (зять Растрелли) и декоратор Венерони. К осени 1757 года главный дом был уже готов: из писем Анны Карловны известно, что она отпустила зодчих к Разумовскому в Глухов, а в архиве Михаил Илларионович упоминается, что в этот период к нему «на приморский двор» уже приезжали иностранные послы О «неразлучных итальянцах» Воронцов отзывался хорошо и принимал участие в их дальнейшем трудоустройстве.
Главный дом высотой в три этажа был увенчан восьмигранным бельведером, в оформлении фасадов сочетались приёмы барокко и классицизма: первый этаж был декорирован сдержанно и строго, а второй и третий выделяются сложными ажурными карнизами, наличниками, замковым камнем. Парадный вход во дворец располагался с южной стороны, а северный был обращён к морю. Для отделки интерьеров использовались самые ценные материалы — резные дубовые панели, мрамор, мозаику. Отдельно искусствоведы отмечают «изумительные по красоте» межкомнатные двери. Во дворце была Китайская комната, стены которой были покрыты расписными панно на металлических листах. В духсветном зале третьего этажа по углам стояли кафельные печи в стиле Людовика XVI.
17 августа 1759 на Воронцовскую мызу наведалась сама императрица Елизавета Петровна: согласно записи в фурьерском журнале, «соизволили кушать обеденное кушанье и обратно выехать в Петергоф». После прихода к власти Екатерины II в новой политической обстановке канцлер Воронцов не нашёл себе места и отошёл от дел, выйдя в отставку в 1765 году. Из-за огромных долгов дворец в Петербурге пришлось уступить казне, а усадьбу на Петергофской дороге решено было продать. В номере «Санкт-Петербургских ведомостей» от 2 мая 1766 года было опубликовано следующее объявление:

По Петергофской дороге на 18 версте продаётся двойная дача его сиятельства канцлера графа М. И. Воронцова с лесом и сенными покосами. Дом каменный о трёх этажах, покрыт железом, с домовыми уборами; разные дворовые каменные и деревянные службы, притом грот, террасы, оранжереи, решётки и столбы каменные, до 300 саженей длины прудов, три сада, два партера. Также шесть семей карельских крестьян, в которых мужеского пола 16, женского 18 душ.
Однако в течение нескольких лет покупателя не находилось. В 1769 году состоялся официальный раздел имущества покойного, после которого дача отошла к его братьям Роману и Ивану. У сына последнего, Ивана Илларионовича Воронцова, имение в начале 1790-х выкупил стал действительный статский советник Александр Зубов.

### Бельвю
В конце XVIII века имение сменило несколько владельцев. При Павле I, во второй половине 1790-х, имение выкупил фаворит А. Б. Куракин, присоединивший к нему соседнюю дачу фельдмаршала И. П. Салтыкова. В 1799 земли объединённое имение приобрёл банкир Иосиф Велио, однако уже в 1803 вдова была  объявлена банкротом и дачу выставили на аукцион. За 63 тыс. руб. её выкупил Александр Нарышкин и оформил на свою супругу, фрейлину Марию Алексеевну (урождённую Синявину). Примерно тогда же Нарышкины купили и соседнюю дачу к востоку от Воронцовских земель, принадлежавшую на тот момент М. А. Голицину, племяннику генерал-фельдмаршала А. М. Голицына. В период между 1805 и 1817 годами Нарышкины добавили к своему обширному имению пятый участок, прилегавший с западной стороны. Эта дача в петровские времена принадлежала боярину Т. Н. Стрешневу, от него после многократной смены владельцев в 1797 году она перешла к Ю. А. Головкину. В результате, к 1820-м у Нарышкиных сложился обширный участок из пяти «петровских» дач, на котором они решили возвести сразу несколько усадебных комплексов. Имению дали новое название — Бельвю («прекрасный вид»), французский вариант названия прежней дачи Нарышкиных на Красной мызе.
Новые владельцы наполнили интерьеры дворца «изумительными по роскоши убранствами», при них дача на Петергофской дороге стала центром светской жизни: на приёмы у Нарышкиных приходила даже императорская семья. По воспоминаниям писательницы Анны де Сталь, если в гостях в усадьбе находились «только двадцать человек, то хозяин себя чувствовал в философском уединении». Во дворце проводились концерты и музыкальные вечера, в июле 1806 года на даче Нарышкиных при большой аудитории состоялась премьера комедии И. А. Крылова «Модная лавка»:
Загородная резиденция его столь же приятна, как вообще может быть приятна природа, обработанная рукой человека: это некий оазис посреди бесплодных и болотистых земель. Поднявшись на верх террасы, видишь Финский залив и различаешь вдали очертания дворца, который Пётр I велел построить на его берегах. Однако расстояние между морем и дворцом остаётся почти невозделанным, и только лишь парк господина Нарышкина радует взор. Обедали мы в молдавских покоях, то бишь в зале, оформленной по вкусу этого народа — так, чтобы обезопасить себя от солнечного зноя, — предосторожность, в России весьма бесполезная.

### Дача Мятлевых
В 1829 году два западных участка имения А. Л. Нарышкина (Трубецкова и Миниха) были проданы генерал-майорше А. Ф. Веригиной, главную усадьбу и часть прилегающих земель выкупил сенатор Пётр Мятлев. При нём нарышкинское  Бельвю переименовали в Ново-Знаменку: это название было дано как отсылка к прежней даче семьи, расположенной на Знаменской мызе. Старое имение продали Николаю I, а в новое Мятлев перевёз свою личную библиотеку из 18 тысяч томов. По его заказу на даче был построен «готический дом». При Петре Васильевиче интерьеры дворца обогатились новыми шедеврами, в их числе — полотно «Мадонна с младенцем Христом» Рафаэля. Чтобы купить эту картину, Мятлеву пришлось выкупить целиком галерею и получить письменное разрешение Папы Пия VII на вывоз полотна в Россию.
У писателя Михаила Пыляева приводилось описание сада в Новознаменке:

Большой сад <…> хранит характер французских пышных парков… тянутся бесконечные перспективы, возвышаются на газонах площадки, где виднеются мраморные статуи, окружённые лабиринтом из фантастически перепутанных деревьев и кустов… Есть гроты, беседки, мостики.

При сыне Мятлева Иване Петровиче Новознаменка стала центром литературной жизни — молодой владелец сам был поэтом и дружил с Вяземским, Пушкиным и Жуковским. В 1866 году в гостях у Мятлева композитор Пётр Чайковский закончил свою первую симфонию «Зимние грезы». В 1870-х внук Владислав Мятлев перенёс библиотеку деда в Готический дом, а для его собрания портретной живописи к дому с восточной и западной сторон дворца распорядился пристроить трёхэтажные каменные застеклённые веранды.

## Конец XIX — начало XX веков
В 1888 году наследники Ивана Мятлева продали дачу Попечительству о слепых императрицы Марии Александровны за 300 тыс. рублей. «Готический дом» отвели под контору, а дворец — под палаты пациенток из высшего общества. Уже через 4 года территория была передана столичным властям, которые задумали разместить в Новознаменке городскую больницу для душевнобольных. Именно здесь провёл последние годы жизни и умер писатель Глеб Успенский. С ростом числа пациентов на территории возводились различные вспомогательные постройки; в 1898 г. была освящена больничная церковь. В 1908 году администрация пыталась провести капитальный ремонт дворца, но усилиями Императорской археологической комиссии его удалось остановить. Однако уже к 1915 здание значительно обветшало.
После Октябрьской революции больницу закрыли, вместо неё дачу в 1917 году заняла Третья сельскохозяйственная колония: бывшие палаты отдали заключённым, в деревянной церкви устроили театр. В 1936 учреждение переформировали в Новознаменскую колонию для несовершеннолетних при НКВД, а дворец отдали совхозу Кировского завода.
До Великой Отечественной войны эксперты пытались сохранить дачу как памятник культуры. Ещё в 1911 Владимир Щуко писал, что дворец — это «драгоценный памятник старины XVIII века», в котором сохранились «ясные следы былого величия: это и двухсветный зал с оригинальными печами и этажерками, стильные комнаты, потолочные и стенные орнаменты и живопись, мраморные камины, колонны, множество окон, зеркал и пр.». Он также передал в Архитектурный музей при Академии художество чертежи здания и акварели с изображением расписных плафонов дворца, к которым прилагался подробный рапорт с пошаговым описанием необходимых реставрационных работ.
К началу 1940-х дворец был в аварийном состоянии. Ещё весной 1938 года при осмотре сотрудник отдела охраны памятников отмечал многочисленные протечки кровли, разрушение полов. В 1939 были проведены обмеры и началась работа по созданию проекта реставрации здания, но с началом Великой Отечественной войны проект был остановлен. Во время пожара в 1941 году здание было разрушено, полностью утрачена внутренняя отделка. Рухнули балконы, южный фасад, уничтожены перекрытия и кровля. Вплоть до конца 1950-х годов дворец был в руинированном состоянии. В 1957 году к вопросу восстановления вернулись снова: сотрудники Специальных научно-реставрационных мастерских под руководством М. М. Плотникова подготовили чертежи и эскизы, однако ссылок на опорные материалы в проектной документации не было. В конечном итоге в оригинальную планировку были внесены значительные изменения в соответствии с нуждами современной эксплуатации здания. Реставрация была завершена в 1961 году. По её результатам была изменена форма крыш над верандами, своды заменили на плоские перекрытия, пилоны первого этажа — на капитальную стену, были перенесены главная и служебная лестницы, на месте часов в аттике над парадным входом сделали слуховое окно. На восстановление интерьеров в бюджете проекта средств не нашлось. Искусствовед Т. А. Славина охарактеризовала реставрацию как подчинённую вкусам авторов проекта, а не исторической достоверности. После 1961 года дача перешла в пользование ЦПКБ треста Энергочермет.

## Современность
В 1991 году дворец передали Международной школе-пансионату при институте им. Герцена.
В 2009 году усадьба Новознаменка перешла из федеральной собственности в городскую и была включена в программу приватизации, по которой частные владельцы могли получить здание в пользование при условии проведения реставрации. Готический дом пострадал от серии пожаров, последний из которых случился в августе 2011 года. После этого администрация города заявила о планах отреставрировать здание и открыть в нём культурно-досуговый центр. Планировалось, что к концу 2011 восстановят кровлю дома, а к 2013-му завершать реконструкцию. Однако в предоставленной подрядчиком документации были обнаружены ошибки, исправление которых компания затянула и в судебном порядке была оштрафована на 332 тысячи рублей.
В 2014 году КГИОП согласовал ремонт крыши, а 2017 — гидроизоляцию подвала и реставрацию бельведера, на разработку проекта было выделено 1,5 млн рублей.
В 2021 году администрация города выделила 40 млн рублей на реставрацию фасадов главного дома.